# Saint-Martin-de-l'Arçon
Saint-Martin-de-l'Arçon este o comună în departamentul Hérault din sudul Franței. În 2009 avea o populație de 134 de locuitori.

## Evoluția populației
| An        | 1975 | 1982 | 1990 | 1999 | 2006 | 2009 |
| --------- | ---- | ---- | ---- | ---- | ---- | ---- |
| Populație | 107  | 110  | 103  | 118  | 143  | 134  |